# Ben's Original

Logotypen för den uppdaterade varumärket Ben's Original.

Logotypen för det gamla varumärket Uncle Ben's.

Ben's Original, tidigare Converted Brand Rice och Uncle Ben's, är ett varumärke för förkokt ris och som ägs av den amerikanska globala livsmedelsproducenten Mars Incorporated. Det är ett av de mest kända varumärkena för förkokt ris och de var marknadsledande i USA mellan 1940- och 1980-talen. I september 2020 tillkännagav tillverkaren Mars att varumärket kommer att byta namn till Ben's original efter stora protester under Black lives matters-protesterna i främst USA. De nya förpackningar nådde butikshyllorna 2021.

## Historik
På 1910-talet tog den tysk-brittiske kemisten Erich Huzenlaub och brittiske vetenskapsmannen Francis Heron Rogers fram en metod för förkokt ris. Det hjälpte att öka näringsvärdena i riset, att hålla skadedjur borta men framförallt reducera kokningstiden. År 1932 flyttade den amerikanske affärsmannen Forrest Mars Sr. till Storbritannien för att expandera familjeföretaget Mars, han blev varse om metoden och köpte sig in i de patent som Huzenlaub hade. År 1942 grundade Huzenlaub och den lokale affärsmannen Gordon Harwell företaget Converted Rice, Inc. i Houston, Texas i USA. Två år senare köpte Forrest Mars Sr. en del av den aktieandel som Hazenlaub hade i företaget. Först producerades riset under namnet Converted Brand Rice och enbart till soldaterna för de allierade under andra världskriget medan antingen 1946 eller 1947 var det officiella startåret för privatkonsumenter att kunna köpa det. De började lansera riset under namnet Uncle Ben's och med en avbildning på en äldre afroamerikan vid namn Frank Brown, som var en servitör och möjligtvis kock på en restaurang i Chicago i Illinois. År 1959 köpte Forrest Mars Sr. ut Hazenlaub och fusionerade Converted Rice med Mars. År 2007 beslutade Mars att göra om logotypen till att Frank Brown skulle vara klädd i en kavajkostym med fluga. Den 17 juni 2020 meddelade Mars att man skulle förändra varumärkets logotyp och namn i och med de nationella antirasismprotesterna i USA i efterdyningarna av George Floyds död.